# Centovalli

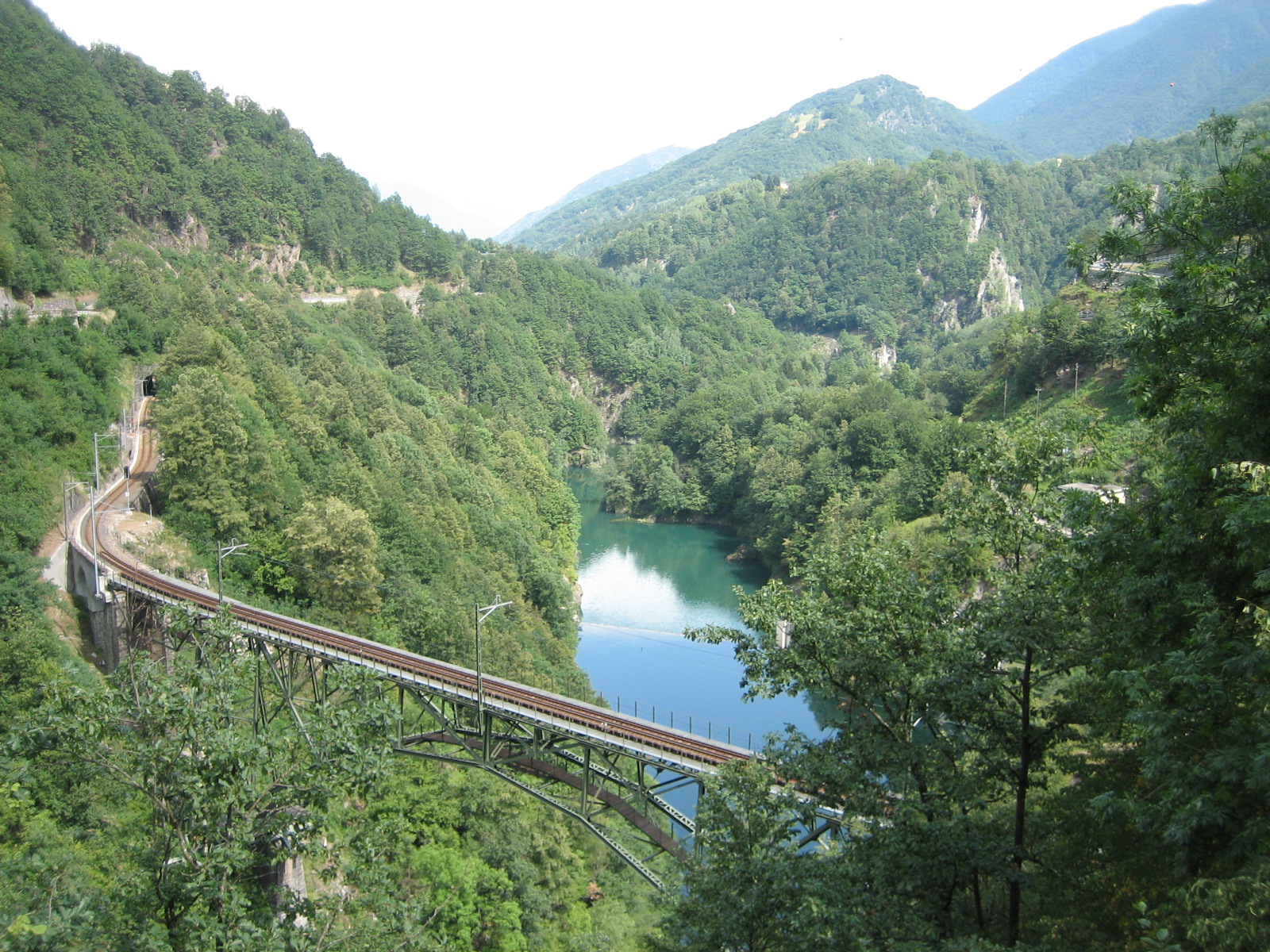
Das Centovalli bei Camedo

Das Centovalli ist eine Landschaft im Schweizer Kanton Tessin, die das Talgebiet der Melezza mit ihren verzweigten Seitentälern oberhalb von Intragna umfasst. Sein unterer Teil reicht bis zur Einmündung der Melezza in die Maggia nahe Locarno am Lago Maggiore. Das Talgebiet erstreckt sich westwärts über Camedo bis an die Grenze zwischen Italien und der Schweiz.

## Name
Der Name bedeutet «hundert Täler», was nicht wörtlich zu verstehen ist, sondern die grosse Anzahl an verzweigten Tälern entlang des Haupttals der Melezza ausdrückt. Auf italienischer Seite heisst das Tal der Melezza Valle Vigezzo. In früheren Jahrhunderten wurden beide Talabschnitte auch als «Kaminfegertal» bezeichnet, da oft Kinder armer Familien des Tales vor allem nach Oberitalien als Kaminfegergehilfen verkauft wurden.

## Geografie

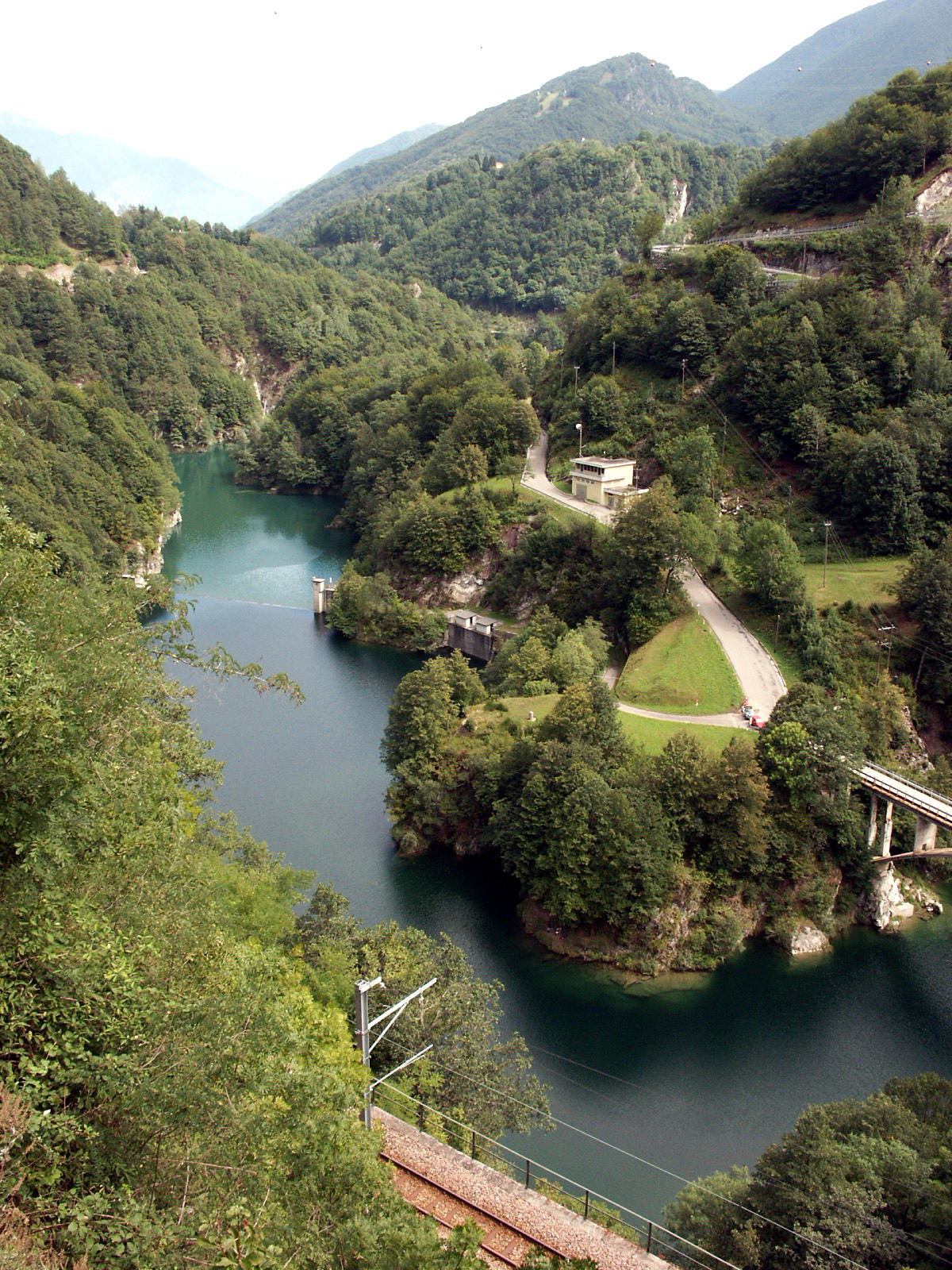
Der Lago di Palagnedra im Centovalli

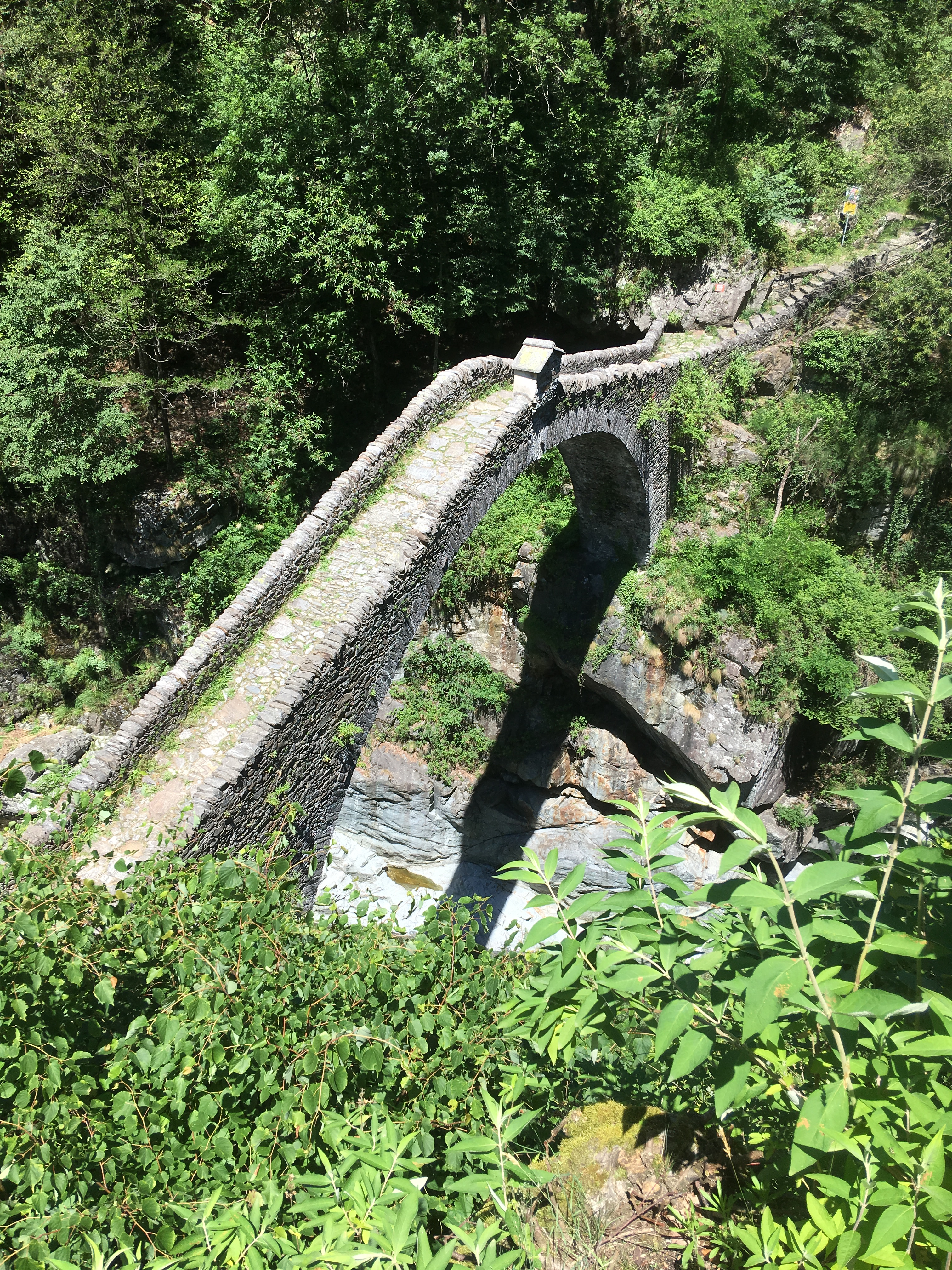
Römerbrücke (Calezzo) über die Melezza bei Calezzo

Das Centovalli ist eine dicht bewaldete Landschaft, aus der zerklüftete Felsen emporragen. Das tief eingeschnittene Tal der Melezza ist nördlich und südlich von Bergketten umgeben; die höchsten Gipfel sind im Süden der Gridone an der Grenze zu Italien (2188 m) und im Norden der Pizzo Ruscada mit 2004 m Höhe gegen das Onsernonetal. Bei Palagnedra ist die Melezza zu einem ca. 4 km langen schmalen See (Lago di Palagnedra) aufgestaut.

## Orte im Centovalli
- Intragna (339 m ü. M.), mit dem höchsten Kirchturm des Tessins und der mittelalterlichen Bogenbrücke, der sogenannten Römerbrücke / Ponte Romano
- Calezzo (564 m ü. M.)
- Corcapolo (463 m ü. M.), mit Eisenbahnstation
- Verdasio (711 m ü. M.), mit Talstation der Seilbahn (530 m ü. M.) nach Rasa
- Rasa (898 m ü. M.), autofreies Dorf, Ausgangspunkt für Wanderungen
- Palagnedra (657 m ü. M.), historischer Hauptort des Centovalli mit Kirche aus dem 15. Jahrhundert
- Bordei (726 m ü. M.), restaurierter Weiler mit Kirche und Osteria
- Camedo (594 m ü. M.), restaurierter Weiler mit Kirche und Osteria; Grenze nach Italien; Eisenbahnstation, Zollhäuschen an der Ponte Ribellasca
- Borgnone (713 m ü. M.)
- Lionza (775 m ü. M.), restaurierter Weiler mit dem berühmten Haus Palazzo Tondü
- Costa (872 m ü. M.)[2]

## Geschichte

Centovalli vom Castelliere di Tegna. Historisches Bild von Leo Wehrli (1943)

Gräberfunde bei Intragna legen nahe, dass das Centum valles bereits römisch besiedelt war. Erste urkundliche Erwähnung unter diesem Namen fand das Tal im Mittelalter (1185). Die Siedlungen Borgnone, Palagnedra und Intragna bildeten seit dem 13. Jahrhundert die Vicinia (Nachbarschaft) von Centovalli. Die Vicinia von Centovalli gehörte gemeinsam mit der angrenzenden Vicinia von Intragna zum Pfarrbezirk (Pieve) San Vittore, der den Gemeinden Locarno und Ascona am Lago Maggiore zugeordnet war. 1531 stellten sich die zwölf Orte der Alten Eidgenossenschaft der Forderung dieser beiden Vicinie entgegen, sich von Locarno zu lösen. 1838 verlieh die Vicinia von Centovalli den Gemeinden Borgnone und Palagnedra die offizielle kommunale Selbstverwaltung; 1864 wurde Rasa von Palagnedra abgetrennt und zur eigenen Gemeinde erhoben.
Im Zuge einer Gebietsreform 1972 wurde Rasa ein Ortsteil von Intragna. Am 25. Oktober 2009 fusionierten die zuvor selbständigen Gemeinden Borgnone, Intragna und Palagnedra zur neuen Gemeinde Centovalli. Seither steht Centovalli sowohl für das Tal als auch die politische Körperschaft.

## Infrastruktur

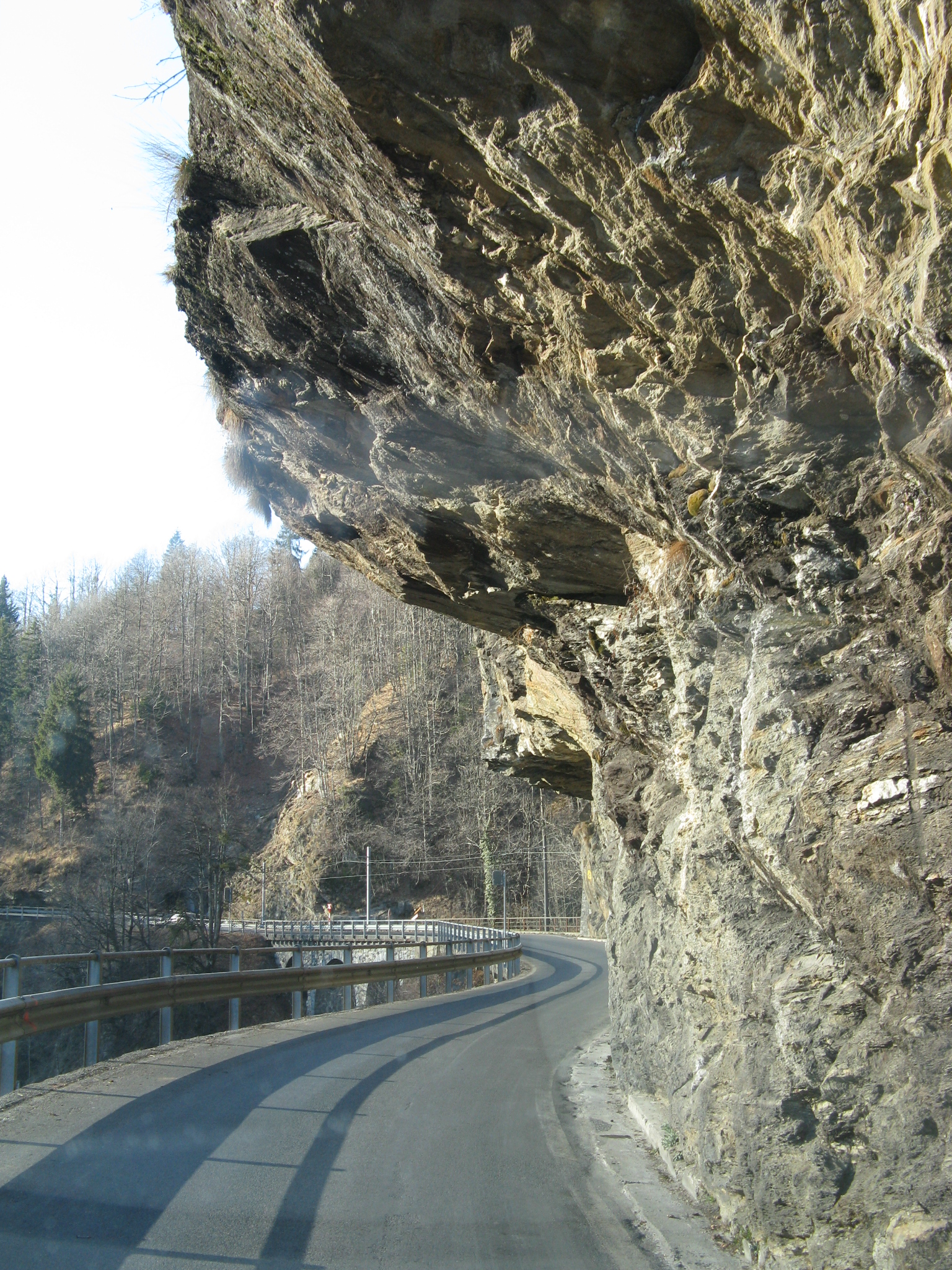
Überhängende Felsen an der Centovalli-Strasse vor Camedo

Centovalli, aufwärts, oberhalb Corcapolo. Historisches Bild von L. Wehrli (1922)

Im Mittelalter verliefen zwei Maultierpfade durch das Centovalli. Dem ersten hoch über dem Tal links der Melezza von Intragna (339 m) bis zur italienischen Grenze bei Camedo (549 m) folgt heute zum Teil die kurvenreiche Gebirgsstrasse über einige Viadukte und stellenweise unter Felsüberhängen; sie ist auf einigen Abschnitten so schmal, dass zwei Fahrzeuge nicht aneinander vorbeifahren können. Der zweite Maultierpfad hingegen überquerte die Melezza gleich hinter Intragna auf der Ponte Romano, folgte dem Wildbach auf dem Talboden und stieg erst später nach Borgnone, Camedo und über die Grenze nach Italien an.
Parallel zur heutigen Strasse verläuft – streckenweise durch Felstunnel – das Trassee der Centovallibahn. Diese trägt aus Schweizer Sicht auf ihrer gesamten Linie von Locarno bis Domodossola diesen Namen, obwohl mehr als die Hälfte ihrer Strecke nicht im Centovalli liegt. Auf der italienischen Seite, im Valle Vigezzo, wird dieser Ausdruck aber nicht für die gesamte Strecke verwendet. Vielmehr bezeichnen die Italiener ihren Streckenabschnitt ebenfalls nach der Talbezeichnung liebevoll mit Vigezzin.

## Verkehr
- Centovallibahn
- Skilift Pian del Barch-Comola[4]